# Hans Frank

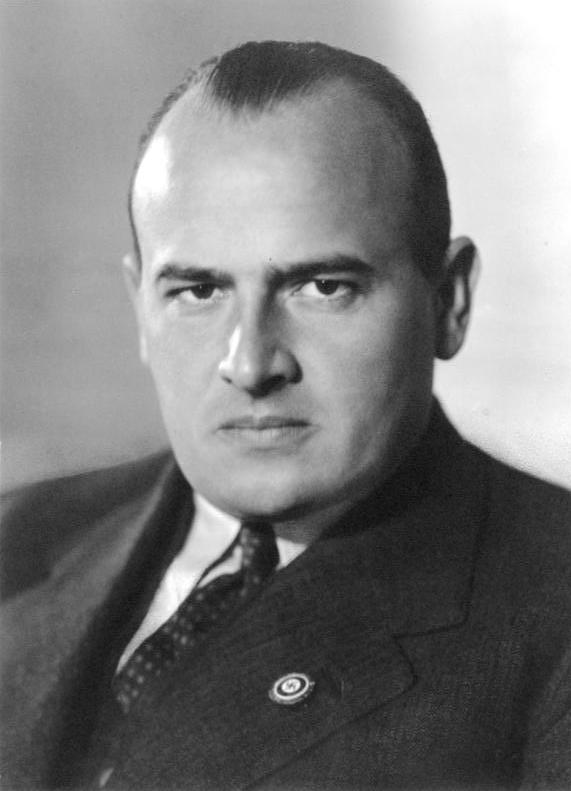
Hans Frank (1939)

Hans Michael Frank (* 23. Mai 1900 in Karlsruhe; † 16. Oktober 1946 in Nürnberg) war ein deutscher nationalsozialistischer Politiker. Er schloss sich bereits 1919 der DAP (einer Vorläuferin der NSDAP) an, fungierte als Adolf Hitlers Rechtsanwalt und war als Reichsrechtsführer höchster Jurist im „Dritten Reich“. Nach 1933 organisierte er die Gleichschaltung der Justiz in Bayern und später in ganz Deutschland. Er war Mitglied des Reichstags und Reichsminister ohne Geschäftsbereich. Während des Zweiten Weltkrieges wurde Frank Generalgouverneur des nicht annektierten Restes des ehemaligen polnischen Staates. Er wurde von seinen Opfern auch „Schlächter von Polen“ genannt. Sein Staatssekretär Josef Bühler vertrat Frank bei der Wannseekonferenz und forderte dort die Priorität der Deportation von Juden aus dem „Generalgouvernement“.
Hans Frank gehörte zu den 24 Angeklagten im Nürnberger Prozess gegen die Hauptkriegsverbrecher vor dem Internationalen Militärgerichtshof. Er wurde am 1. Oktober 1946 in zwei von drei Anklagepunkten schuldig gesprochen, zum Tode verurteilt und in der Nacht vom 15. auf den 16. Oktober 1946 durch den Strang hingerichtet.

## Leben

### Jugend und Studium
Hans Michael Frank wurde in Karlsruhe als Sohn des aus Edenkoben stammenden Rechtsanwalts Karl Frank (1869–1945) und dessen Frau Magdalena (geb. Buchmaier) geboren. Er hatte zwei Geschwister, Karl Jr. (1891–1916) und Elisabeth. Frank wuchs ab 1901 in München auf, unterbrochen von einer fünfjährigen Zeitspanne von 1903 bis 1908, die er in Rotthalmünster zubrachte. Nachdem die Mutter 1908 die Familie verlassen hatte, blieb er bei seinem Vater. Nach dem Abitur 1918 am Maximiliansgymnasium München wurde er zur Infanterie eingezogen, kam jedoch nicht mehr an die Front.
Nach Ende des Ersten Weltkrieges schloss er sich dem von Franz Ritter von Epp geführten Freikorps Epp an, das maßgeblich an der Niederschlagung der Münchner Räterepublik beteiligt war. Frank trat in München der völkisch-nationalistischen Thule-Gesellschaft bei, wo er Anton Drexler, den Vorsitzenden der Deutschen Arbeiterpartei (DAP), kennen lernte. 1919 wurde er Mitglied der DAP.
Von 1919 bis 1923 studierte Frank Rechts- und Wirtschaftswissenschaften, von 1919/20 bis zum Sommersemester 1921 an der Universität München, 1921/22 an der Universität Kiel und ab dem Wintersemester 1922/23 wieder in München. Am 21. Juli 1923 bestand er dort die Abschlussprüfung. In München studierte er u. a. bei Wilhelm Kisch. Mit der Dissertation Die öffentlichrechtliche juristische Person. Ein Beitrag zur Lehre des Merkmals der öffentlichen Rechtspersönlichkeit wurde er 1924 in Kiel promoviert, Referent war Walter Jellinek. Das Imprimatur wurde am 19. September 1924 erteilt.
Im September 1923 erfolgte seine Aufnahme in die SA; einen Monat später trat Frank in die NSDAP ein. Zusammen mit Hitler und seinen Anhängern nahm Frank am 9. November 1923 in München am Marsch zur Feldherrnhalle (Hitlerputsch) teil, er zählte damit zum kleinen Kreis der Alten Kämpfer. Nach dem Scheitern des Putsches flüchtete Frank nach Italien, konnte jedoch 1924 nach Einstellung des wegen der November-Ereignisse gegen ihn anhängigen Verfahrens nach München zurückkehren.
Am 2. April 1925 heiratete Frank in München die aus Eitorf stammende, in Forst (Lausitz) aufgewachsene Stenotypistin und Sekretärin im bayerischen Landtag Maria Brigitte Herbst (1895–1959). Aus der Ehe gingen fünf Kinder hervor: zwei Töchter und drei Söhne, darunter Niklas Frank. Die Familie lebte auf einem Bauernhof im bayerischen Fischhausen, dem „Schoberhof“, den Frank 1936 erwarb.

### Juristische Karriere
1926 machte Frank das Staatsexamen. 1927 erhielt er laut Gerhard Schulz’ Artikel von 1961 in der Neuen Deutschen Biographie eine „Assistentenstelle am juristischen Seminar der Technischen Hochschule München“. Gemäß der biographischen Information im Reichstagshandbuch des Jahres 1932 war Hans Frank 1927 genauer „Mitglied des Lehrkörpers der Technischen Hochschule, wirtschaftswissenschaftliche Abteilung“. Die wirtschaftswissenschaftliche Abteilung war 1922 durch Integration der „Handelshochschule München“ in die TH entstanden.
In der NSDAP wurde er 1927 zweiter Beisitzer des Untersuchungs- und Schlichtungsausschusses der NSDAP-Reichsleitung. Frank trat in die Münchner Anwaltskanzlei seines Vaters ein, die er später übernahm, und verteidigte in der Weimarer Republik NS-Schläger und Funktionäre der NSDAP.
1926 trat Frank vorübergehend aus der NSDAP aus. Er begründete diesen Schritt mit Differenzen mit der Parteileitung hinsichtlich deren Südtirol-Politik, kehrte aber ein Jahr später in die Partei zurück (Mitgliedsnummer 40.079 am 2. September). 1928 gründete er den Nationalsozialistischen Deutschen Juristenbund (ab 1936 NS-Rechtswahrerbund), die erste Fachorganisation der NSDAP, der er auch selbst vorstand. Bis 1933 trat er in über 2.400 Verfahren als Rechtsvertreter in NS-Angelegenheiten vor Gericht auf. 1929 ernannte Hitler ihn zum Leiter der Rechtsabteilung der NSDAP (ab 1935 Reichsrechtsamt der NSDAP).
Als Rechtsbeistand unterstützte Frank Hitler bei dessen Zeugenaussage im Ulmer Reichswehrprozess in Leipzig. Hitler schwor in diesem Prozess in einer propagandahaften Aktion am 25. September 1930, dass er die Macht im Staate nur legal erreichen wolle. Frank war Anwalt Hitlers auch in 40 weiteren Prozessen. 1931 erhielt Frank den Auftrag, Behauptungen über Hitlers jüdische Abstammung zu widerlegen. Er wurde dadurch zum intimen Kenner von Hitlers Abstammung und sah möglicherweise als einziger alle diesbezüglichen Dokumente, von denen später ein Teil verschwand. In den Memoiren, die Frank kurz vor seiner Hinrichtung niederschrieb, behauptete Frank, Maria Schicklgruber, die Mutter von Hitlers unehelich geborenem Vater Alois Hitler, sei als Köchin im Haushalt einer jüdischen Familie namens Frankenberger angestellt gewesen. Zwar wollte Frank nicht ganz ausschließen, dass Hitlers Großvater demnach Jude gewesen sein könnte, er schrieb aber auch: „Daß Adolf Hitler bestimmt kein Judenblut in den Adern hatte, scheint mir aus seiner ganzen Art dermaßen eklatant erwiesen, daß es keines weiteren Wortes bedarf.“ Die Frankenberger-These, nach der Hitler möglicherweise „Vierteljude“ gewesen sei, sorgte für Furore, gilt jedoch mittlerweile als widerlegt.
1930 wurde Frank zum Abgeordneten des Reichstages gewählt. Sein Mandat wurde bei den beiden Reichstagswahlen vom Juli und vom November 1932 bestätigt. Er gehörte dem Reichstag insgesamt mehr als vierzehn Jahre, vom September 1930 bis zum Ende der NS-Diktatur im Frühjahr 1945 an.
Nach der Machtergreifung der Nationalsozialisten übernahm Frank es im Februar 1933, die Tätigkeit des Ausschusses zur Wahrung der Rechte der Volksvertretung des Reichstags praktisch zum Erliegen zu bringen: Unter seiner Führung störten nationalsozialistische Ausschussmitglieder bei der am 7. Februar 1933 stattfindenden ersten Zusammenkunft des Ausschusses nach der Reichstagsauflösung vom 1. Februar 1933 die Arbeit des Gremiums durch laute Schreie und Beschimpfungen der nicht-nationalsozialistischen Ausschussmitglieder, wodurch ein ordentliches Arbeiten unmöglich wurde. In der folgenden Sitzung des Ausschusses am 14. Februar 1933 erklärte Frank den Vorsitzenden, den Sozialdemokraten Paul Löbe, zu Beginn der Sitzung für abgesetzt und stieß ihn gewaltsam vom Platz des Vorsitzenden des Ausschusses weg, um dann die Sitzung selbst für eröffnet zu erklären. Daraufhin verließen fast alle Abgeordneten anderer Parteien, außer der NSDAP, den Saal, womit die Tätigkeit des Ausschusses, der als Überwachungsausschuss sicherstellen sollte, dass der Status des Parlaments als Machtfaktor im Staat gegenüber der Reichsregierung gewahrt bleiben würde, faktisch ihr Ende fand. Frank leistete damit einen nicht unerheblichen Beitrag zur Zerschlagung des Parlamentarismus in Deutschland in den ersten Monaten des Jahres 1933.
Nach der Übernahme der Regierungsgewalt in Bayern durch die Nationalsozialisten im März 1933 wurde Frank Justizminister von Bayern. Dieses Amt hatte er bis Dezember 1934 inne. In seiner Amtszeit gelang im Juni 1934 die Entmachtung der SA durch die Ermordung Ernst Röhms und zahlreicher SA-Führer. Zuvor war das Gerücht verbreitet worden, Röhm habe Putschpläne und ein „Röhm-Putsch“ stehe bevor. Frank behauptete später, er habe gegen die Hinrichtung Röhms und der SA-Führung, die ohne Gerichtsverfahren stattfand, protestiert, doch stellte sich dies als Lüge heraus. Frank sprach sich dennoch wiederholt gegen Tötungen ohne formale Rechtsgrundlage aus.
Am 8. März 1933 sandte Frank in einer Rede im bayerischen Rundfunk „einen Gruß an seine unterdrückten Volksgenossen in Österreich“ und drohte, die NSDAP werde notfalls „die Sicherung der Freiheit der deutschen Volksgenossen in Österreich übernehmen“. Die österreichische Regierung protestierte offiziell in Berlin, Hitler lehnte jedoch die Verantwortung für Franks Worte ab. Im Mai 1933 begab sich Frank in Begleitung des preußischen Justizministers Hanns Kerrl und des stellvertretenden Ministers Roland Freisler nach Wien, um nationalsozialistische Propaganda zu betreiben. Der österreichische Bundeskanzler Engelbert Dollfuß erklärte die Anwesenheit nationalsozialistischer Minister in Österreich für unerwünscht und wies Frank aus. Als Reaktion darauf verhängte Hitler die Tausendmarksperre, um die sehr stark vom Tourismus abhängige österreichische Wirtschaft zu schwächen, und die österreichischen Nationalsozialisten starteten eine Welle von Terroranschlägen – dies führte schließlich am 19. Juni 1933 zum Verbot der NSDAP in Österreich.
Frank wurde am 25. April 1933 im Zuge der Gleichschaltung der Juristen von Reichspräsident Paul von Hindenburg zum „Reichskommissar für die Gleichschaltung der Justiz und für die Erneuerung der Rechtsordnung“ ernannt, mit dem Ziel, neben den Justizbehörden auch die berufsständischen Organisationen gleichzuschalten. Franks Ziel war es, sämtliche Mitglieder des Rechtsstandes in einer großen Zwangsorganisation zusammenzufassen, nationalsozialistisch zu schulen und den Totalitätsanspruch der NSDAP in der Rechtspolitik durchzusetzen.
Im Juni 1933 gründete Frank daher die „Akademie für Deutsches Recht“, deren alleinverantwortlicher Präsident er war und die ihm eine wichtige Bühne für seine Selbstbestätigung bot. Politprominenz wie Göring, Goebbels und Innenminister Wilhelm Frick sowie Rudolf Heß und Alfred Rosenberg wurden zu Mitgliedern ernannt; fördernd standen ihr Großindustrielle wie Carl Bosch, Wilhelm von Opel und Fritz Thyssen zur Seite. Sitz wurde ein Patrizierhaus am Leipziger Platz in Berlin, das Frank nicht nur luxuriös ausstatten ließ, sondern in dem in jedem Arbeitszimmer neben Hitlers Bild auch sein eigenes zu hängen hatte. In München baute Frank überdies 1936 bis 1939 ein „Haus des deutschen Rechts“ in der Ludwigstraße, das später Sitz der Akademie war und das Hitler angeblich als „Oppositionsbude“ bezeichnete. Franks Ambition, der Akademie „Anregung, Begutachtung, Vorbereitung und Ausarbeitung von Gesetzesentwürfen“ zu übertragen, rief allerdings den Reichsjustizminister auf den Plan, der dies per Erlass unterband. Von den vielen Ausschüssen der Akademie für Deutsches Recht leitete Hans Frank persönlich den Ausschuss für Rechtsphilosophie.
Frank war „Gönner und Förderer“ von Carl Schmitt.
Frank kumulierte weitere Ämter als Reichsrechtsführer, Reichsleiter des Rechtsamtes der NSDAP sowie weitere Amtswürden in diversen Parteigliederungen und profilierte sich als Herausgeber zahlreicher juristischer Schriften und Periodika (siehe Abschnitt Literatur). Im Dezember 1934 trat er als Reichsminister ohne Geschäftsbereich in die Reichsregierung ein und pendelte zwischen seinen Dienstvillen in Berlin und München und dem Sitz der Familie in Bayern.
1936 wurden die „Leitsätze über Stellung und Aufgaben des Richters“ veröffentlicht, in denen Frank die Bindung des Richters an den Führerwillen zur Forderung erhob:

„Es ist nicht seine Aufgabe, eine über der Volksgemeinschaft stehende Rechtsordnung zur Anwendung zu verhelfen oder allgemeine Wertvorstellungen durchzusetzen, vielmehr hat er die konkrete völkische Gemeinschaftsordnung zu wahren, Schädlinge auszumerzen, gemeinschaftswidriges Verhalten zu ahnden und Streit unter Gemeinschaftsmitgliedern zu schlichten.“

Bei einem Vortrag über die nationalsozialistische Rechtspolitik im April 1936 in Rom lernte Frank Benito Mussolini kennen, mit dem ihn bald ein herzliches Verhältnis verband, nicht zuletzt, da er sich ohne Dolmetscher mit ihm unterhalten konnte. Ende September 1936 reiste Frank erneut nach Rom, um Mussolini die Einladung Hitlers zu einem Besuch in Deutschland zu überbringen. Bei diesem Besuch war Frank Mussolinis persönlicher Betreuer und begleitete Hitler beim Gegenbesuch in Rom im Mai 1938. Die geplante Entsendung Franks als deutscher Botschafter in Rom kam nicht zustande.
Am 16. Mai 1936 erklärte Frank, dass in Deutschland die Gewaltenteilung aufgehoben sei und die einzige Macht im Staat bei Hitler liege. Nach dem „Anschluss“ Österreichs im März 1938 wurde die Gesellschaft für Rechts- und Staatswissenschaften durch den Präsidenten Frank am 1. Juni in die Akademie für Deutsches Recht eingegliedert und damit deren Arbeit auf die „Ostmark“ ausgedehnt.
Am 24. September 1939 notierte der nationalsozialistische Chefideologe Alfred Rosenberg in seinem Tagebuch, dass die zukünftigen Beamten von Hans Frank in der dem Außenpolitischen Amt der NSDAP angegliederten Schule ausgebildet werden sollten. Er schrieb: „Frank, der kommende Zivilkommissar für Polen, hat mich gebeten, im Außenpol.[itischen] Schulungshaus alle seine Beamten in 4-wöchentlichen Kursen vorzubereiten. Habe ihm das zugesagt, vielleicht bringt man hier einigen einen weiteren Blick für die Probleme des Ostens bei.“

### Generalgouvernement

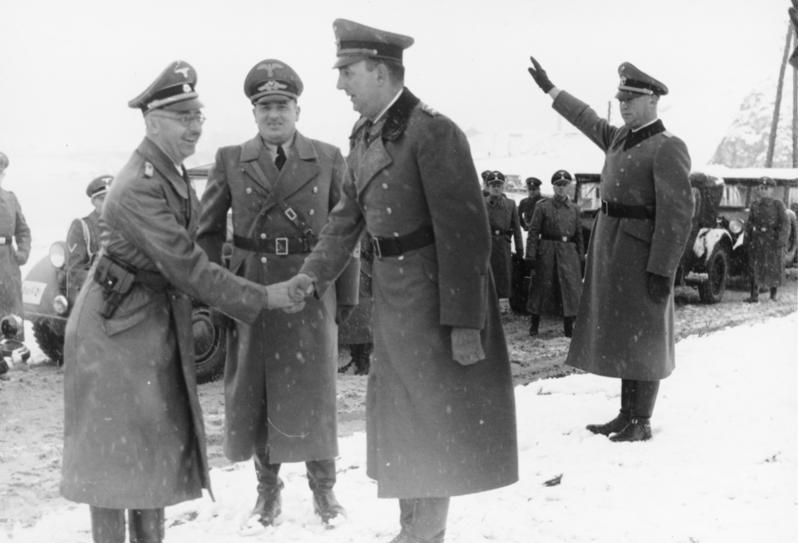
Grundsteinlegung zu einer Polizeikaserne in Krakau, v. l. n. r. Heinrich Himmler, Hans Frank, Kurt Daluege (1939)

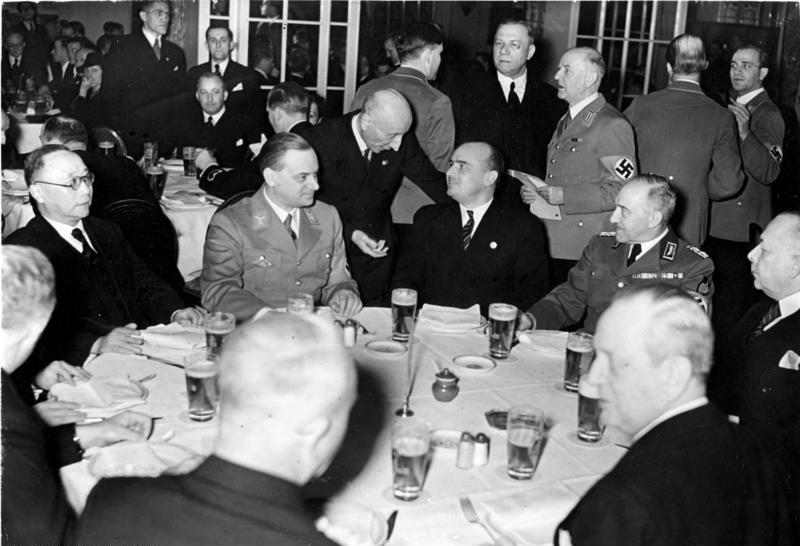
Hans Frank neben Konstantin Hierl am 8. Februar 1939

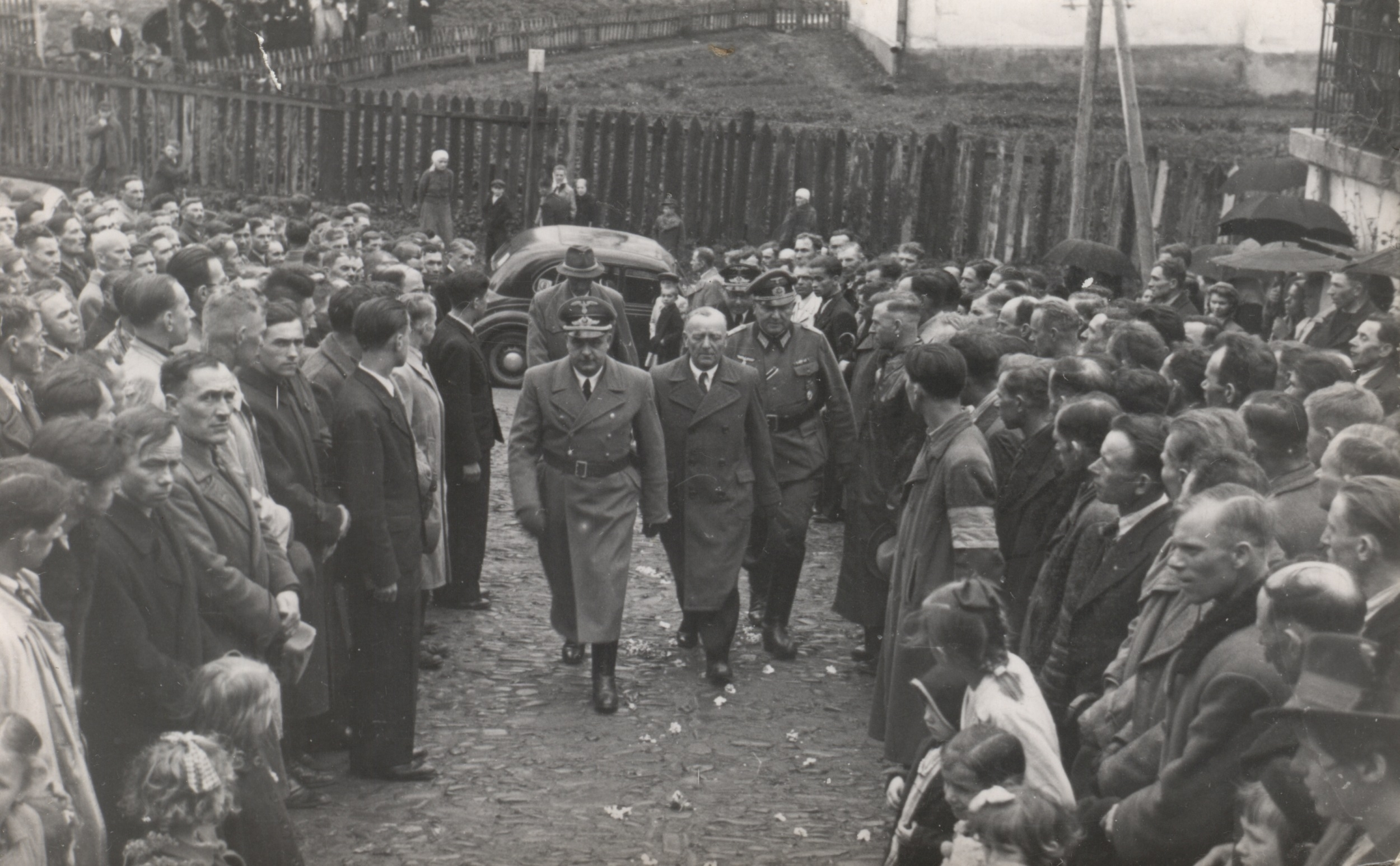
Hans Frank und Johann Anton Hofstetter bei den ersten ukrainischen Freiwilligen der galizische SS-Division Nr. 1. Sanok, 1943

Am 26. Oktober 1939 trat Hans Frank sein Amt als Generalgouverneur der von der Wehrmacht besetzten Teile Polens an. Das Generalgouvernement wurde nach der Gebietsaufteilung im Rahmen des Deutsch-Sowjetischen Grenz- und Freundschaftsvertrag gebildet und von Frank als „Nebenland des Reiches“ bezeichnet. Es umfasste ursprünglich eine Fläche von 95.000 km² und wurde 1942 mit Galizien auf 142.000 km² erweitert. Das Generalgouvernement wurde der Zuständigkeit des Deutschen Reiches unterstellt, jedoch nicht in das Staatsgebiet eingegliedert.

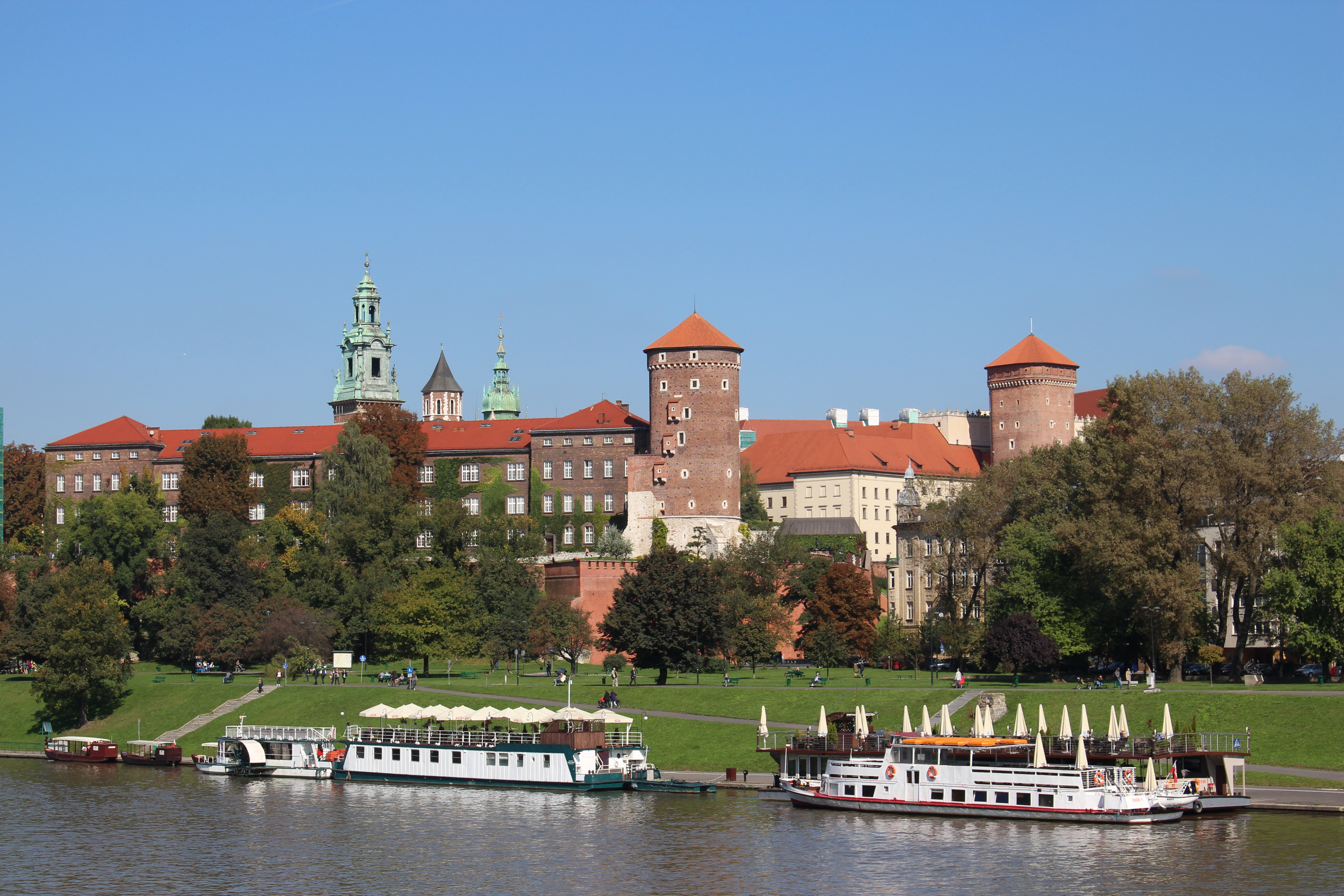
Der Wawel, Franks Residenz in Krakau (2014)

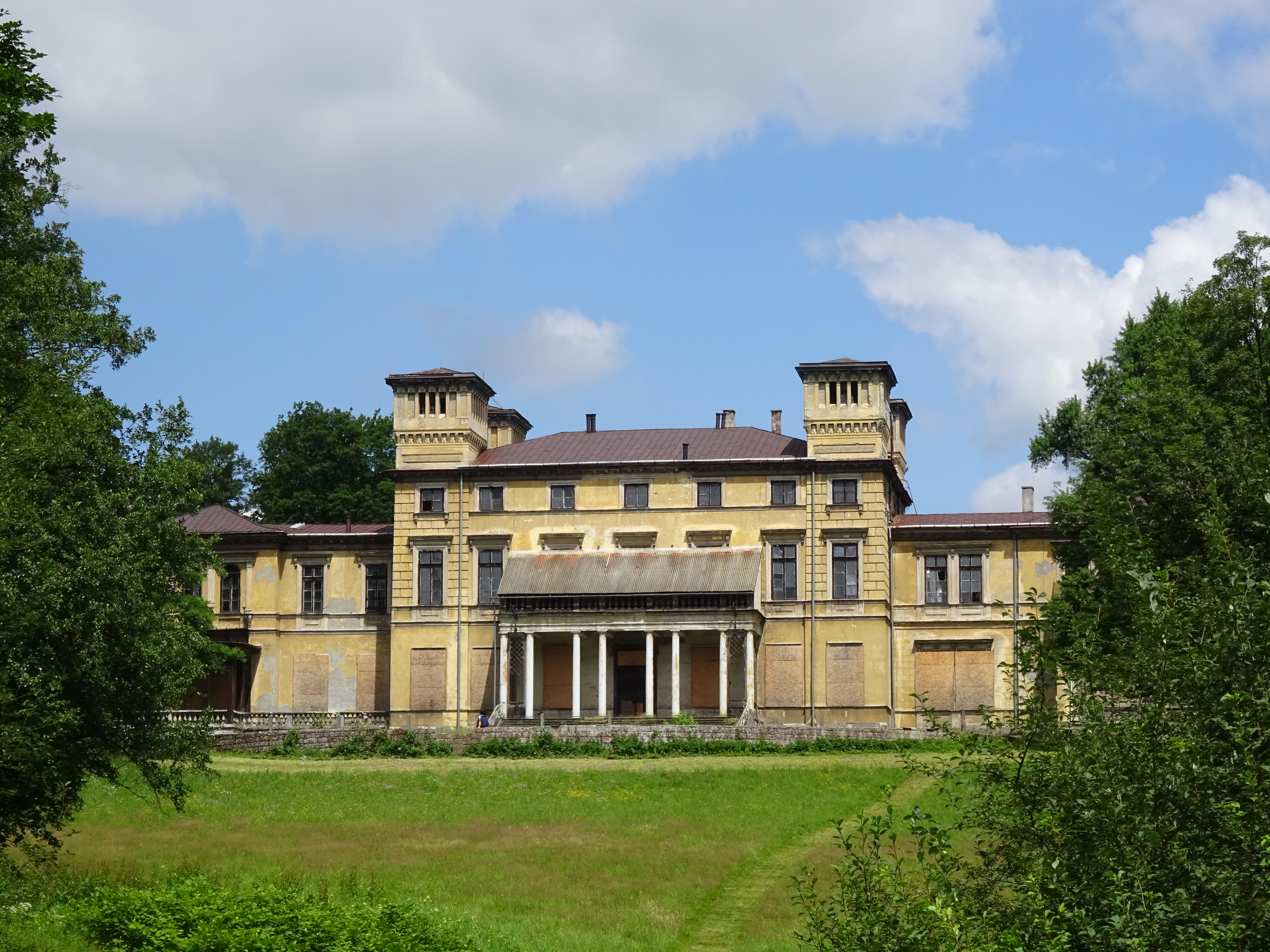
Franks Privatresidenz „Haus Kressendorf“

Frank hatte seinen Amtssitz zunächst in Łódź, ab November 1939 residierte er auf der Krakauer Burg Wawel, dem Stammsitz der polnischen Könige. Von den Parteigenossen wurde das Generalgouvernement bald spöttisch „Frank-Reich“ genannt, denn Frank herrschte als „deutscher Herrenmensch“ in Polen, beschäftigte eine Heerschar von Bediensteten, die er „Gefolgschaft“ nannte, und plünderte Kunstschätze aus dem Besitz der katholischen Kirche und des polnischen Adels. Er konkurrierte darin mit Reichsmarschall Göring, der den späteren SS-Oberführer Kajetan Mühlmann als „Sonderbeauftragten für die Erfassung und Sicherung der Kunst- und Kulturschätze“ des Landes einsetzte. Ähnlich prunkvoll war auch Franks Privatresidenz Schloss Kressendorf (Krzeszowice) ausgestattet, die er ebenfalls mit gestohlenen Möbeln aus polnischen Adelspalästen dekorierte. Goebbels notierte: „Frank regiert nicht, er herrscht“ und bezeichnete ihn in seinem Tagebuch als „Halbverrückten“. Frank war kunstsinnig und musisch, er spielte Klavier, war Opernliebhaber, Schachspieler, Nietzsche-Kenner und pflegte Umgang mit Künstlern wie Gerhart Hauptmann, Winifred Wagner, Richard Strauss oder Hans Pfitzner, der ihm das am 2. Dezember 1944 unter Hans Swarowsky in Krakau uraufgeführte Orchesterwerk „Krakauer Begrüßung“ widmete.
Frank förderte im Generalgouvernement die Gründung von Sportvereinen, in denen allerdings nur Reichsdeutsche und Volksdeutsche Mitglied werden konnten, während Polen jeglicher organisierte Sport verboten war. Polnische Sportvereine ließ er auflösen, ihr Vermögen wurde den deutschen Sportgemeinschaften übertragen. 1940 stiftete er den Bernsteinpokal, eine Sporttrophäe für die in der Gauliga Generalgouvernement registrierten Fußballmannschaften.
Frank forcierte eine „kulturelle Kontrastpolitik“, mit der er die planmäßige Zerstörung des polnischen Kultur- und Geisteslebens im Generalgouvernement betrieb. Bereits in den ersten Tagen der Okkupation wurde die Universität Warschau geschlossen; die Jagiellonen-Universität in Krakau wurde zu einer deutschen Lehranstalt, in der keine polnischen Studenten zugelassen waren. Ein Großteil ihrer polnischen Professoren wurde in der Sonderaktion Krakau in die Konzentrationslager Sachsenhausen und Dachau verschleppt, ein Teil dort ermordet. Auch höhere Schulen existierten bald nicht mehr, Polen verlor fast 30 Prozent aller Wissenschaftler und Lehrer an Höheren Schulen. Gleichzeitig übernahmen deutsche Wissenschaftler im Generalgouvernement die „Treuhandschaft“ über den Kultur- und Kunstbesitz des Landes. Hierzu schrieb Frank am 3. Oktober 1939:

„Danach kommt nur eine Ausnutzung des Landes durch rücksichtslose Ausschlachtung, Abtransport aller für die deutsche Kriegswirtschaft wichtigen Vorräte, Rohstoffe, Maschinen, Fabrikationseinrichtungen usw., Heranziehung der Arbeitskräfte zum Einsatz im Reich, Drosselung der gesamten Wirtschaft Polens auf das für die notdürftigste Lebenshaltung der Bevölkerung unbedingt notwendige Minimum, Schließung aller Bildungsanstalten, insbesondere der technischen Schulen und Hochschulen, zur Verhütung des Nachwuchses einer polnischen Intelligenzschicht, in Frage.“

Als Oberverwaltungschef und unmittelbar Hitler unterstellter Generalgouverneur war Frank mitverantwortlich für die Ermordung Hunderttausender Polen, für die Beschlagnahmung ihres Eigentums und die Deportation etwa einer Million polnischer Zwangsarbeiter in deutsche Fabriken sowie für die Einweisung der polnischen Juden in Ghettos. In einer Rede vor Mitarbeitern vom 25. November 1939 bezeichnete er es offen als eine „Freude, endlich einmal die jüdische Rasse körperlich angehen zu können. Je mehr sterben, desto besser.“ Zur Versorgung der polnischen Bevölkerung im Kriegswinter bemerkte er lakonisch: „Der Winter wird hier ein harter Winter werden. Wenn es kein Brot gibt für Polen, soll man nicht mit Klagen kommen.“ Mittels der von Frank erlassenen Durchführungsverordnungen wurde innerhalb von sechs Monaten der gesamte staatliche, private und kirchliche Kunstbesitz in Polen konfisziert. Polnische Juristen, Ärzte, Priester, Lehrer, Künstler und Wissenschaftler wurden als sogenannte „Geiseln“ erschossen, jüdische Schauspieler, Schriftsteller, Journalisten und Maler wurden in Ghettos verschleppt. Im Sommer 1940 wurden im Zuge der „AB-Aktion“ (Außerordentliche Befriedungsaktion) über 7000 mögliche politische Gegner und Widerstandskämpfer sowie verurteilte Kriminelle und inhaftierte Polen, aber auch Intellektuelle ermordet. Frank rechtfertigte deren summarische Aburteilung mit den Worten: „Ziel der Arbeit im Generalgouvernement ist nicht der Aufbau eines Rechtsstaats, sondern die Erfüllung der nationalsozialistischen Ostaufgabe.“ (vergleiche Generalplan Ost). Seit dieser Aktion wurde Frank von den polnischen Bürgern als „Schlächter von Polen“ bezeichnet.
In Franks Machtbereich wurden auf dem Gebiet des Generalgouvernements vier Vernichtungslager für die „Endlösung der Judenfrage“ errichtet: Belzec, Sobibor, Treblinka und Majdanek. Mit der Durchführung der Aktion Reinhardt beauftragte Heinrich Himmler den Lubliner SS- und Polizeiführer Odilo Globocnik.
Am 16. Dezember 1941 hielt Frank bei einer Regierungssitzung in Anwesenheit von Bühler, den Amtschefs der Gouverneure und der SS- und Polizeiführer eine Rede:

„Mit den Juden – das will ich Ihnen auch ganz offen sagen – muss so oder so Schluß gemacht werden. […] Aber was soll mit den Juden geschehen? […] Man hat uns in Berlin gesagt: weshalb  macht man diese Scherereien; wir können im Ostland oder im Reichskommissariat auch nichts mit ihnen anfangen, liquidiert sie selber! Meine Herren, ich muss Sie bitten, sich gegen alle Mitleidserwägungen zu wappnen. Wir müssen die Juden vernichten, wo immer wir sie treffen und wo es irgend möglich ist […]“

Im Sommer 1942 hielt Frank vier Reden an den Universitäten von Berlin, Wien, München und Heidelberg, die das Thema „Das Recht als Grundlage der Volksgemeinschaft“ zum Inhalt hatten und als Replik auf Hitlers Reichstagsrede vom April 1942 gelten, im Zuge derer sich Hitler eine Blankovollmacht als „oberster Gerichtsherr“ hatte geben lassen, was praktisch die Beseitigung der formal noch vorhandenen richterlichen Unabhängigkeit bedeutete. Frank verteidigte das Rechtswesen gegen Angriffe aus den Kreisen der SS und nahm unter dem Motto: „Kein Reich ohne Recht – auch das unsere nicht! Kein Reich ohne Richter – auch das deutsche nicht! Kein Richter ohne echte Macht von oben – auch der deutsche nicht!“ gegen die totale Entmachtung der Justiz durch die Polizei Stellung. Hitler erteilte Frank daraufhin Redeverbot außerhalb des Generalgouvernements und schloss ihn von allen Ämtern im Reich aus. Dies bedeutete das Ende von Franks rechtspolitischen Aktivitäten. Zwei Rücktrittsgesuche Franks vom Posten des Generalgouverneurs lehnte Hitler ab.
Auf Franks „Anregung“ hin, d. h. auf Veranlassung und mit persönlicher und amtlicher Unterstützung des Generalgouverneurs, erschien 1943 in der Reihe Baedeker’s Reisehandbücher der Band Das Generalgouvernement. Wie im Vorwort des Herausgebers zu lesen war, sollte er ein Handbuch sein, „das eine Vorstellung gibt von dem Umfang der ordnenden und aufbauenden Arbeit, die unter schwierigen Kriegsbedingungen in 3½ Jahren schon bewältigt oder in Angriff genommen worden ist, seit das Deutsche Reich die Verwaltung des Weichselraumes übernommen hat.“
Mit Hitlers Ermächtigung an die obersten Reichsbehörden, Anordnungen für das Generalgouvernement zu treffen, erhielten auch die SS-Führer Heinrich Himmler und Reinhard Heydrich Eingriffsrechte in die Angelegenheiten des Generalgouvernements und erreichten über ihre Exekutivorgane de facto die alleinige Zuständigkeit. Über diese Befehlslinie lief von Juli 1942 bis Oktober 1943 die Vernichtungsoperation Aktion Reinhardt ab (siehe auch Aktion Erntefest). Frank lieferte sich einen Machtkampf mit Himmler, der in einer Art „Nebenregierung“ herrschte und das besetzte Polen der Polizeigewalt der SS unter Friedrich-Wilhelm Krüger, dem Staatssekretär für Sicherheitsfragen in Polen, unterstellen wollte. Bis zuletzt wurde Frank in dieser Kontroverse von Hitler gestützt, obwohl dieser eine ausgeprägte Feindschaft und Geringschätzung gegenüber der Justiz und ihren Vertretern besaß und Frank innerhalb der NSDAP schwer angefeindet war. Albert Speer bezeichnete ihn gegenüber Hitler als „Idioten“, Goebbels nannte ihn im Tagebuch am 10. September 1944 „einen politischen Verbrecher erster Klasse“. Franks Führungsstil wurde vor allem von Himmler und Martin Bormann heftig kritisiert, die gemeinsam mit dem Chef der Reichskanzlei, Hans Heinrich Lammers, vehement an seiner Absetzung arbeiteten.
Angesichts der sich nähernden Ostfront versuchte Frank im Sommer 1944, eine auf den Wawel eingeladene Gruppe von Krakauer Intellektuellen davon zu überzeugen, dass der polnische Untergrund nicht länger die deutschen Truppen bekämpfen solle. Vielmehr sollten die Polen Verbündete der Deutschen im „Kampf gegen den Bolschewismus“ werden. Die für die Besatzer herausgegebene „Krakauer Zeitung“ berichtete in großer Aufmachung über diesen Vorstoß Franks, der indes von der SS-Führung nicht unterstützt wurde und auch von der polnischen Untergrundarmee AK ignoriert wurde.

### Nürnberger Prozess

Auch die Dame mit dem Hermelin (etwa 1483–1490) von Leonardo da Vinci ließ Frank nach Neuhaus schaffen

Beim Vormarsch der Roten Armee auf Krakau flüchtete Frank am 17./18. Januar 1945 nach Bayern. Am 4. Mai wurde er von amerikanischen Soldaten im „Haus Bergfrieden“ in Neuhaus am Schliersee in der von ihm eingerichteten „Außenstelle des Generalgouvernements Polen“ festgenommen, wohin er noch zahlreiche Kunstwerke aus Krakau mitgenommen hatte, darunter Werke von Rembrandt, Rubens und Leonardo da Vinci. „Mein Marsch mit Hitler war nach fast einem Vierteljahrhundert zu Ende gegangen“, schrieb er später in seinen Erinnerungen zu diesem Tag. Im Zuge seiner Verhaftung übergab Frank sein insgesamt 11.367 Seiten umfassendes Dienst-Tagebuch, in dem er seine Arbeit im Generalgouvernement penibel katalogisiert hatte und das später beim Nürnberger Prozess große Bedeutung erlangen sollte. Am 6. Mai 1945 unternahm er im Kriegsgefangenenlager der 36. US-Infanteriedivision in Berchtesgaden einen Suizidversuch, indem er sich die Pulsadern aufschnitt, nachdem er schon kurz nach seiner Festnahme versucht hatte, sich die Kehle aufzuschneiden, aber am Leben erhalten worden war. Im Sommer 1945 war er mit anderen NS-Größen und hochrangigen Wehrmachtsangehörigen in Bad Mondorf im Großherzogtum Luxemburg im Kriegsgefangenenlager Nr. 32 (Camp Ashcan) interniert und wurde im August 1945 nach Nürnberg überstellt.
Aufgrund der während seiner Amtszeit im Generalgouvernement begangenen Verbrechen gegen die Zivilbevölkerung, insbesondere in den Ghettos von Lemberg, Warschau und Litzmannstadt (Łódź), wurde Frank im Nürnberger Prozess gegen die Hauptkriegsverbrecher wegen Verschwörung, Kriegsverbrechen und Verbrechen gegen die Menschlichkeit angeklagt. Im Nürnberger Justizgefängnis vollzog Frank eine ostentative Hinwendung zum Katholizismus und bezeichnete den Prozess gegenüber dem Gerichtspsychologen Gustave M. Gilbert als „ein gottgewolltes Weltgericht, das bestimmt ist, die schreckliche Leidenszeit unter Adolf Hitler zu untersuchen und zu beenden“. Er schrieb in der Haft seine Lebenserinnerungen, „Im Angesicht des Galgens. Deutung Hitlers und seiner Zeit auf Grund eigener Erlebnisse und Erkenntnisse“, die 1953 als Buch erschienen; die zweite Ausgabe gab seine Frau Brigitte 1955 im Eigenverlag heraus.
Im Prozess gegen die Hauptkriegsverbrecher sprach Frank während der Beweisführung ein berühmt gewordenes Schuldbekenntnis: „Wir haben den Kampf gegen das Judentum jahrelang geführt und wir haben uns in Äußerungen ergangen, die furchtbar sind […] Tausend Jahre werden vergehen, um diese Schuld von Deutschland wegzunehmen.“ Diese Aussage rief bei den Mitangeklagten, insbesondere bei Göring, Empörung hervor. Im „Schlusswort“ vom 31. August 1946 nahm Frank diesen Satz allerdings wieder zurück: „Die riesigen Massenverbrechen entsetzlichster Art, die […] an Deutschen verübt wurden und noch verübt werden, haben jede nur mögliche Schuld unseres Volkes schon heute restlos getilgt.“ Dennoch erregte dieses Schlusswort in der deutschen Öffentlichkeit großes Aufsehen. Dabei hatte Frank es zum großen Teil gar nicht selbst verfasst. Der Bochumer evangelische Pfarrer Paul Bischoff (1892–1973) war nämlich 1946 nach Nürnberg gereist, um die Hauptkriegsverbrecher zur Buße zu bewegen. Während die anderen Angeklagten nicht oder ablehnend reagierten, übernahm Frank große Teile des ihnen von Bischoff zugeleiteten Bußtextes in sein Schlusswort, wobei er die theologisch entscheidenden Passagen allerdings wegließ und die eigentliche Schuld auf Hitler schob. Dennoch machte dieses Schlusswort in der Öffentlichkeit bei vielen den Eindruck, als habe Frank seine Taten bereut.
Frank wurde am 1. Oktober 1946 in den Punkten 3 (Kriegsverbrechen) und 4 (Verbrechen gegen die Menschlichkeit) der Anklage schuldig gesprochen und zum Tod durch den Strang verurteilt. Laut Urteil war er

„ein williger und wissender Mitwirkender sowohl bei der Anwendung von Terror in Polen, wie bei der wirtschaftlichen Ausbeutung Polens auf eine Art und Weise, die zum Hungertod einer großen Anzahl Menschen führte; ferner bei der Deportation von mehr als einer Million Polen als Sklavenarbeiter nach Deutschland und in Ausführung eines Programms, das den Mord von mindestens drei Millionen Juden zur Folge hatte.“

Hans Frank akzeptierte das Todesurteil mit den Worten „Ich verdiene und erwarte es“. An das deutsche Volk richtete er noch folgende Worte:

„Gott vor allem hat das Urteil über Hitler gesprochen und vollzogen, über ihn und das System, dem wir in gottferner Geisteshaltung dienten. Darum möge auch unser Volk von dem Weg zurückgerufen sein, auf dem Hitler und wir mit ihm es geführt haben. Ich bitte unser Volk, daß es nicht verharrt in dieser Richtung, auch nicht einen Schritt.“

Kurz vor seiner Hinrichtung am 16. Oktober 1946 in Nürnberg bedankte Frank sich für die geistliche Fürsorge durch Sixtus O’Connor während der Gefangenschaft und bat Gott, ihn „gnädig zu empfangen“. Sein Sohn, Niklas Frank, nannte seine Hinwendung zum Katholizismus und dessen Unterstützung durch die Kirche in David Evans’ Dokumentarfilm What our fathers did (2015) eine „Schmierenkomödie“. Der Leichnam wurde einen Tag später im Städtischen Krematorium auf dem Münchner Ostfriedhof eingeäschert und die Asche in den Wenzbach, einen Zufluss der Isar, gestreut.

## Literarische Annäherungen
Hans Franks Sohn Niklas Frank publizierte 1987 ein Buch mit dem Titel Der Vater: Eine Abrechnung. In diesem rekonstruierte er das Leben seines Vaters aufgrund jahrelanger Recherchen. Impetus zur Veröffentlichung des Werkes war die Erkenntnis der immensen Dimension der Verbrechen des Vaters, zu der der Sohn während seiner Recherchen gelangt war. Das Buch wurde zunächst als Serie mit dem Titel „Mein Vater, der Nazimörder“ in der deutschen Illustrierten Stern veröffentlicht und löste heftige Kontroversen aus. Niklas Frank schreibt dazu:

„Es gibt Väter, die zeugen einen täglich neu. So, wie der meine mich. Ich schlug mich mit ihm herum, ein Leben lang. Erst innerlich. Dann exhibitionierte ich, schrieb einen wüsten Text, ungefiltert durch bürgerlichen Geschmack, genau so ekelhaft, wie deutsche und österreichische Bürger während des ‚Dritten Reiches‘ ihren Verbrechen nachgingen, oder Hitler und seine Verbrecher schützten, stützten, verehrten, liebten – und die große Zeit bis heute nicht vergessen haben. […] Wenn man seinen Vater verfolgt, wie ich, wenn man in sein Hirn hineinkriecht, wie ich, wenn man seine Feigheiten studiert und sie wieder findet, wie ich bei mir, wenn man bei den Recherchen sieht, welch Gierzapfen meine Mutter war, wie sie das Generalgouvernement Polen als Supermarkt auffasste, in dem sie als ‚Frau Generalgouverneur‘ die Preise selbst bestimmen konnte, wenn man, wie ich mit ihr, durch die Gettos fuhr und Pelze auflud aus den jüdischen Geschäften, deren Inhaber fälschlicherweise glaubten, durch Brigitte Frank ihr Leben retten zu können, dann kann aus all dem Leid und Hass zwischen den Leichenbergen nur eines entstehen: Die Groteske.“

Am 9. Juni 1995 kam Der Vater als multimediales Theaterprojekt mit dem Untertitel Eine blutige Komödie bei den Wiener Festwochen heraus, basierend auf dem von Niklas Frank in Zusammenarbeit mit dem israelischen Autor Joshua Sobol verfassten Szenario, unter der Regie von Paulus Manker. Verwendet wurden dabei auch die Originalstimme Hans Franks sowie Filmaufnahmen und unzählige Privatfotos aus dem Besitz von Niklas Frank.
Ausführlich wird Niklas Franks Auseinandersetzung mit seinem Vater auch in dem Dokumentarfilm What Our Fathers Did: A Nazi Legacy (2015) von David Evans dargestellt.
Eine belletristische Annäherung an die Person Franks liefert Curzio Malaparte in seinem Roman Kaputt von 1944. Dieser wurde in einer von Hellmut Ludwig besorgten Übersetzung in deutscher Sprache im Jahr 1951 beim Verlag Stahlberg veröffentlicht. Eine neuere Auflage des Werkes erschien 2005 beim Paul Zsolnay Verlag in Wien. Mit Frank befassen sich namentlich die Kapitel IV („God shave the king“), V („Verbotene Städte“) und VII („Kricket in Polen“) des zweiten Teils des Romans (Die Ratten). Eine neuere Rezension wertete das Werk als eindringlich aufgrund der Nebeneinanderstellung von scharf kontrastierenden Wirklichkeitsausschnitten, die es vornimmt. So beispielsweise der Beschreibung eines stilvollen Diners in den Gemächern von Frank als Generalgouverneur von Polen, das mit der Schilderung eines Pogroms in Jassy, von dem der Ich-Erzähler während dieses Diners erzählt, durchsetzt ist. Der Rezensent: „[Eine literarische] Höllenfahrt. Die feucht-weiche Physiognomie des Generalgouverneurs Frank vergisst man nicht mehr.“

## Überlieferung
Große Teile von Franks persönlichen Papieren werden heute als eigener Bestand in der Koblenzer Dienststelle des Bundesarchivs verwahrt (Bestand N 1110). Dieser umfasst u. a. Franks persönliche Tagebücher, Personalpapiere zu ihm, Handakten und seine Anwaltsakten aus der Zeit vor 1933. In der Berliner Dienststelle des Bundesarchivs haben sich zwei Akten mit Parteikorrespondenz der NSDAP zu Hans Frank erhalten (R 9361-II/251286 und R 9361-II/251287). Diese sind vom Archiv digitalisiert worden und können von jedermann barrierefrei über die invenio-Datenbank des Archivs online eingesehen und gelesen werden. Ebenfalls vorhanden sind dort eine Akte des Parteigerichts der NSDAP (R 9361-I/11855) und eine SA-Akte (R 9361-III/566815) zu Frank.
Das Instytut Pamięci Narodowej in Warschau verwahrt 38 Bände mit Franks Diensttagebüchern und Sitzungsprotokollen aus seiner Zeit als Generalgouverneur in Polen. Kopien dieser Unterlagen befinden sich auch im Institut für Zeitgeschichte in München.

## Schriften
Memoiren
- Im Angesicht des Galgens. Deutung Hitlers und seiner Zeit auf Grund eigener Erlebnisse und Erkenntnisse. Geschrieben im Nürnberger Justizgefängnis. Alfred Beck Verlag, München-Gräfelfing 1953 (2. Aufl. 1955, erschienen im Selbstverlag von Brigitte Frank, Neuhaus bei Schliersee).

Edierte Tagebücher
- Stanislaw Piotrowski: Hans Franks Tagebuch. PWN – Polnischer Verlag der Wissenschaften, Warszawa 1963. (gekürzte deutsche Ausgabe der ausführlichen Ausgabe in polnischer Sprache von 1957; Übersetzung von Katja Weintraub)
- Werner Präg / Wolfgang Jacobmeyer (Hrsg.): Das Diensttagebuch des deutschen Generalgouverneurs in Polen 1939–1945. DVA, Stuttgart 1975, ISBN 3-421-01700-X.
- Imanuel Geiss / Wolfgang Jacobmeyer (Hrsg.): Deutsche Politik in Polen 1939–1945. Aus dem Diensttagebuch von Hans Frank, Generalgouverneur in Polen. Leske und Budrich, Opladen 1980, ISBN 3-8100-0296-8.

Als Herausgeber
- Frank war Herausgeber der folgenden Fachzeitschriften und Jahrbücher
  - Arbeitsberichte der Akademie für Deutsches Recht
  - Deutsches Recht (Zentralorgan des Bundes National–Sozialistischer Deutscher Juristen)
  - Deutsches Recht in Österreich
  - Jahrbuchs der Akademie für Deutsches Recht
  - Das Vorfeld (Schulungsblätter für den Nationalsozialisten im Generalgouvernement)
  - Zeitschrift der Akademie für Deutsches Recht